# Phasmatidae
Famille
Les Phasmatidae forment une famille d'insectes phasmoptères (phasmes et phyllies).

## Présentation
Les représentants de la famille des Phasmatidae sont notamment caractérisés par des antennes courtes ou larges et distinctement segmentées. La sous-famille des Phasmatinae comprend le genre Acrophylla qui forme un ensemble de phasmes les plus allongés du monde, comme le phasme d'Australie.

## Taxinomie
Selon  Species File (10 février 2019) :
- sous-famille Cladomorphinae Brunner von Wattenwyl, 1893
  - tribu Cladomorphini Brunner von Wattenwyl, 1893
  - tribu Cladoxerini Karny, 1923
  - tribu Cranidiini Günther, 1953
  - tribu Haplopodini Günther, 1953
  - tribu Hesperophasmatini Bradley & Galil, 1977
  - tribu Pterinoxylini Hennemann, Conle & Perez-Gelabert, 2016
  - tribu Teruelphasmini Yong, 2017
- sous-famille Clitumninae Brunner von Wattenwyl, 1893
  - tribu Clitumnini Brunner von Wattenwyl, 1893
  - tribu Medaurini Hennemann & Conle, 2008
  - tribu Pharnaciini Günther, 1953
- sous-famille Extatosomatinae Sellick, 1997
  - tribu Extatosomatini Sellick, 1997
- sous-famille Phasmatinae Leach, 1815
  - tribu Acanthomimini Günther, 1953
  - tribu Acanthoxylini Bradley & Galil, 1977
  - tribu Phasmatini Leach, 1815
- sous-famille Platycraninae Brunner von Wattenwyl, 1893
  - tribu Platycranini Brunner von Wattenwyl, 1893
- sous-famille Tropidoderinae Brunner von Wattenwyl, 1893
  - tribu Gigantophasmatini Hennemann & Conle, 2008
  - tribu Monandropterini Brunner von Wattenwyl, 1893
  - tribu Tropidoderini Brunner von Wattenwyl, 1893
  - genre Didymuria Kirby, 1904
- sous-famille Xeroderinae Günther, 1953
  - tribu Xeroderini Günther, 1953
- tribu Achriopterini Günther, 1953
  - genre Achrioptera Coquerel, 1861
  - genre Glawiana Hennemann & Conle, 2004
- tribu Stephanacridini Günther, 1953
  - genre Diagoras Stål, 1877
  - genre Eucarcharus Brunner von Wattenwyl, 1907
  - genre Hermarchus Stål, 1875
  - genre Macrophasma Hennemann & Conle, 2006
  - genre Nesiophasma Günther, 1934
  - genre Phasmotaenia Navas, 1907
  - genre Sadyattes Stål, 1875
  - genre Stephanacris Redtenbacher, 1908
- genre Monoiognosis Cliquennois & Brock, 2004
  - Monoiognosis bipunctata Cliquennois & Brock, 2004
  - Monoiognosis spinosa Cliquennois & Brock, 2004
- genre Spathomorpha Cliquennois, 2005
  - Spathomorpha adefa Cliquennois, 2005
  - Spathomorpha lancettifer (Brancsik, 1893)